# Luigi Nerici
Luigi Nerici (Lucca, 1822 – Lucca, 1902) è stato uno storico e musicista italiano.

## Biografia
L'abate Luigi Nerici studiò composizione e letteratura all'Accademia Lucchese di Scienze, Lettere e Arti. Nel 1857 pubblicò la sua prima opera sulla scuola di canto corale contemporaneo canto fermo, e nel 1880 fu pubblicata a Lucca la sua opera principale Storia della musica in Lucca. A quel tempo Nerici era socio ordinario presso l'Accademia Lucchese di Scienze, Lettere e Arti. Fra i suoi allievi ebbe Giacomo Puccini.

## Opere
- La scuola di canto fermo, Tipografia Giusti 1857[3]

- Dell'Origine della Musica moderna, Lucca 1872[4]

- Memorie e documenti per servire alla di Lucca, Tomo XII, Tipografia Giusti, Lucca 1880[5]

- Il Congresso europeo del canto liturgico ad Arezzo e la restaurazione del canto gregoriano ,Tipografia Giusti 1882[6]